# Ólafur Ragnar Grímsson
Ólafur Ragnar Grímsson (* 14. května 1943 Ísafjörður) je islandský politik, v letech 1996–2016 islandský prezident.

## Život a politická kariéra

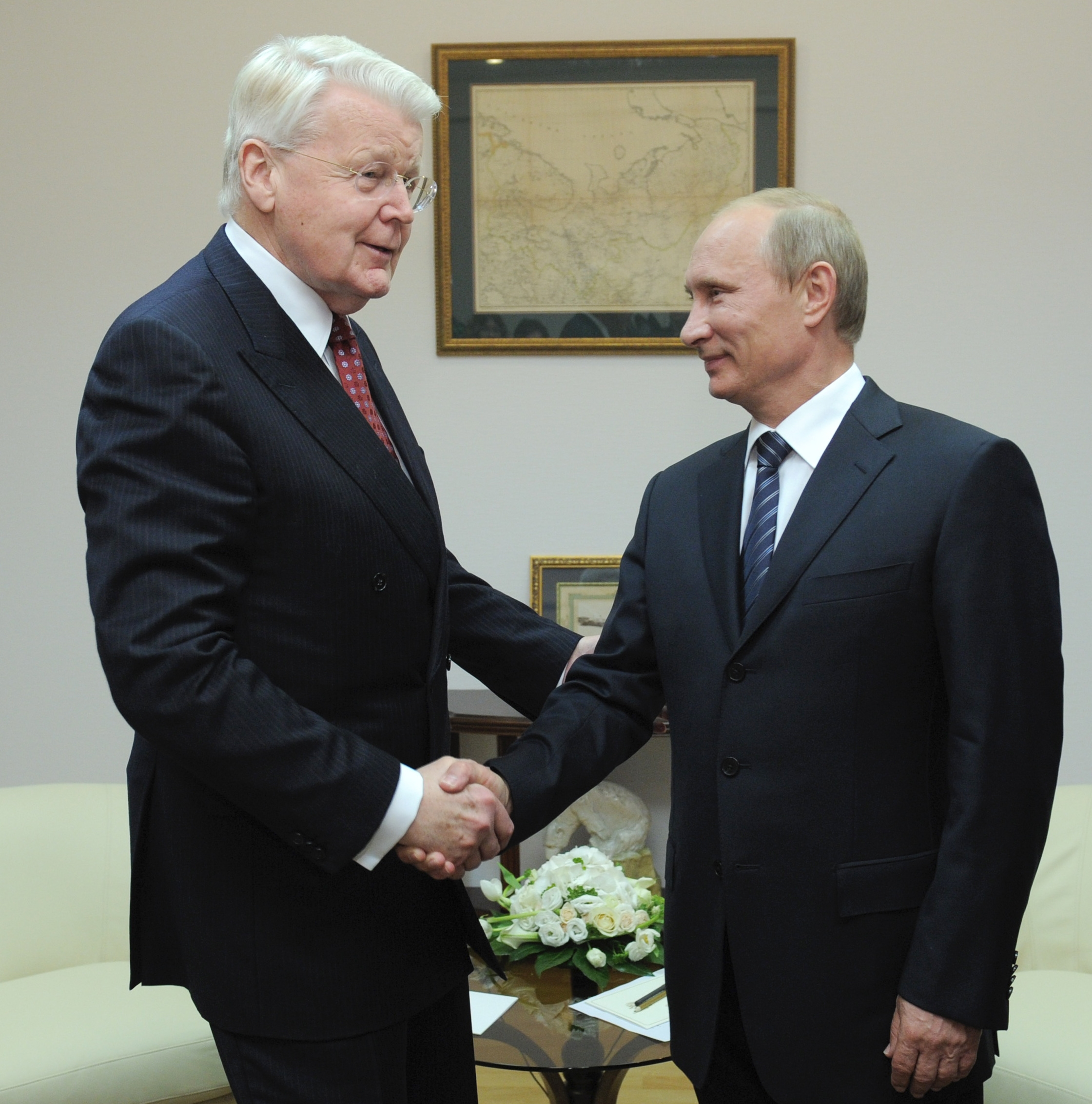
Grímsson společně s ruským prezidentem Vladimirem Putinem v září 2011

Narodil se v roce 1943 v malém islandském městě Ísafjörður, jeho rodiče se jmenovali Grímur Kristgeirsson a Svanhildur Ólafsdóttir Hjartar. Nejdřív studoval v Reykjavíku, v roku 1962 začal studovat ekonomii a politologii na anglické Manchesterské univerzitě. V roce 1970 toto studium dokončil a získal titul Ph.D. z politologie. Ve stejném roce začal přednášet politologii na Islandské univerzitě a v roce 1973 se stal prvním profesorem tohoto oboru na škole.
Na konci 70. let 20. století se začal intenzivně zabývat politickou a ekonomickou činností. V letech 1978–1983 byl poslancem islandského parlamentu za Lidovou alianci. V letech 1987–1995 byl předsedou této politické strany, v letech 1988–1991 byl islandským ministrem financí ve vládě S. Hermannssona. V letech 1991–1996 znovu působil jako poslanec parlamentu.
V roce 1996 byl zvolen islandským prezidentem, znovuzvolen byl celkem čtyřikrát (v letech 2000, 2004, 2008 a 2012, přičemž v roce 2008 byl jediným kandidátem). V této funkci byl i během velké islandské finanční krize, která propukla v roce 2008.
V roku 1974 se oženil s vystudovanou socioložkou a archeoložkou Guðrún Katrín Þorbergsdóttir, měli spolu dvě dcery. Když jeho choť v roce 1998 podlehla leukemii, o dva roky později ze znovu oženil s podnikatelkou Dorrit Moussaieff. Jeho současná choť pochází ze židovské rodiny a je patrně nejznámější členkou islandské židovské komunity.
V roce 2016 se po úniku Panamských dokumentů objevila informace, že jeho manželka a několik dalších členů její rodiny mají značnou část svého majetku uloženou v společnostech v různých daňových rájech. V důsledku toho Grímsson změnil své původní rozhodnutí a oznámil, že již nebude znovu kandidovat na funkci prezidenta.